# 12C27
Le 12C27 fait partie d'une famille de 7 nuances d'acier de coutellerie inoxydable suédois produit par ALLEIMA. (ALLEIMA  est le nouveau nom de Sandvik MATERIALTECHNOLOGY  depuis septembre 2022).
Il existe en 2 versions, Le 12C27 et le 12C27M pour modifié. La version "M" a été créée pour pouvoir passer les couteaux au lave-vaisselle. En effet la structure de la première version est moins résistante à la corrosion.
Cet acier est dérivé de l'acier 13C26  utilisé pour la fabrication des lames de rasoir. Il est de plus en plus utilisé dans les boucheries industrielles dans le monde, car il permet de réduire la force nécessaire pour la découpe donc diminue les TMS et augmente le temps entre les opérations de réaffutage. Il est également utilisé pour la fabrication des lames de patin à glace. Mais sa principale utilisation est en coutellerie. Comme tous les aciers de cette gamme  de coutellerie d'ALLEIMA, le 12C27 et le 12C27M (lorsque le traitement thermique  est réalisé correctement) ont une structure avec une très grande densité de Carbures secondaires et malgré une dureté comprise entre 57 et 59 HRC, le réaffutage est très facile. 
Il est notamment utilisé pour les Morakniv, les Opinel et la plupart des Laguiole.
Les compositions de ces aciers sont les suivantes :
12C27 : Chrome : 13,5 % - Carbone : 0,6 % - Manganèse : 0,4 % - Silicium : 0,4 % - Phosphore :  < 0,025 % - Souffre :  < 0,01 %
12C27M : Chrome : 14,5 % - Carbone : 0,52 % - Manganèse : 0,6 % - Silicium : < 0,4 % - Phosphore :  < 0,025 % - Souffre :  < 0,01 %

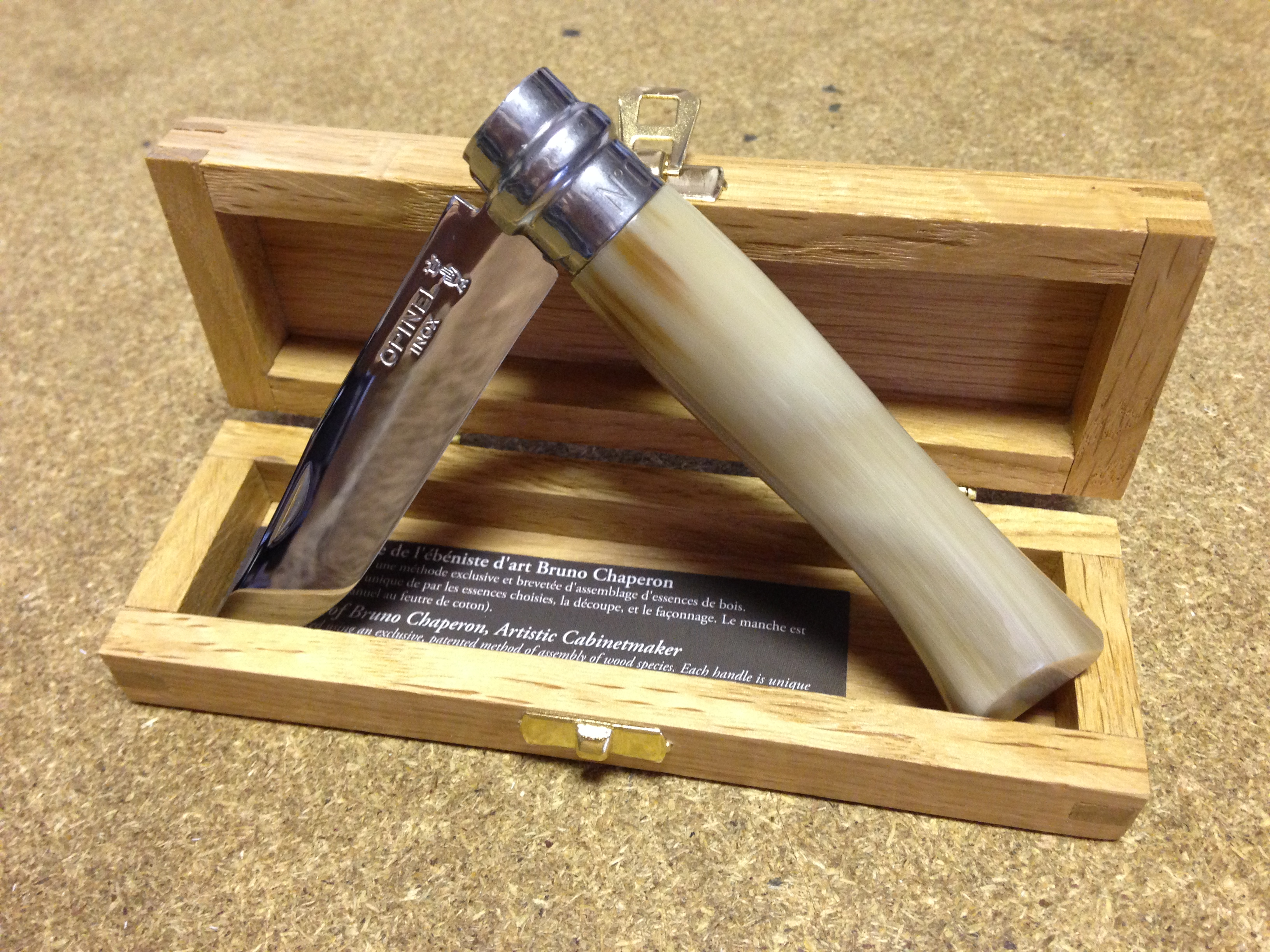
Un Opinel avec une lame en 12C27
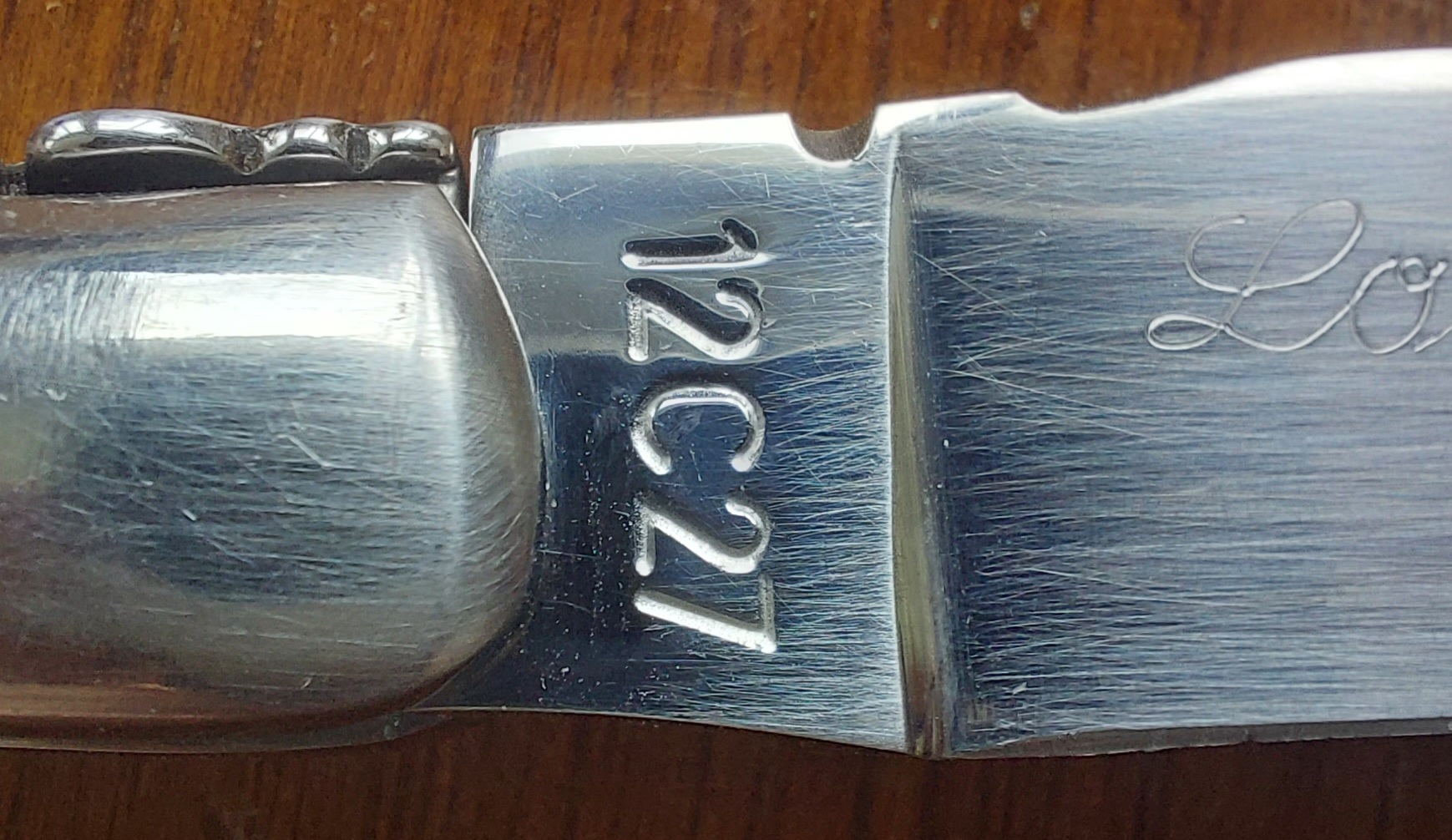
Marquage 12C27 sur la lame d'un laguiole